# Marcin Wadowita
Marcin Wadowita, Vadovius, Campius, wł. Marcin Kępka (ur. ok. 1567 w Wadowicach, zm. 27 stycznia 1641) – polski ksiądz katolicki, teolog, pisarz religijny, profesor, wicekanclerz i dziekan Wydziału Teologii Akademii Krakowskiej.
Uznawany za najwybitniejszego, obok Adama z Opatowa, teologa krakowskiego doby królów z dynastii Wazów. Komentator kosmografii Jana Hontera, obrońca idei tolerancji. Uratował od śmierci teologa braci polskich Fausta Socyna. Marcin Wadowita należał do grona osób na owe czasy głęboko wykształconych, o wrażliwej umysłowości. Jego wiedza, swada polemiczna i niepospolita inteligencja przysparzały mu wielu słuchaczy.
Przeszedł liczne szczeble ówczesnej kariery akademika i duchownego – od proboszcza (prepozyta) kościoła św. Floriana na Kleparzu, do godności wicekanclerza Uniwersytetu. Związany był przez prawie pół wieku z Akademią Krakowską. Ceniono go za wesołe usposobienie, rozległą wiedzę i inteligencję. Doprowadził on bazę uniwersytecką do niebywałego rozkwitu.

## Życiorys
Marcin Wadowita urodził się w Wadowicach, w rodzinie Mateusza Kępki, rajcy miejskiego. Niewiele wiadomo na temat jego dzieciństwa, nawet data urodzin nie jest pewna: w literaturze przedmiotu często pojawiają się daty 1567 lub 1570, jednak należy je traktować z rezerwą. W 1583 wstąpił w grupie 114 nowych studentów do Akademii Krakowskiej.  Stopień magistra sztuk uzyskał w 1590, jako pierwszy wadowiczanin w historii.
Od tego czasu jego kariera kościelna znacznie przyspieszyła. W 1602 został kanonikiem w kościele św. Anny, w 1609 kanonikiem, a w 1617 prepozytem kolegiackiego kościoła św. Floriana na Kleparzu. Był kaznodzieją katedralnym i proboszczem w Opatowcu, a także w Starym Korczynie. Równolegle rozwijała się jego kariera akademicka. Jako magister sztuk wykładał w Collegium Minus i we Włocławku, jednocześnie prowadził studia teologiczne w Collegium Maius. W 1600 powierzono mu prestiżową funkcję dziekana Wydziału Filozoficznego. W 1602 zdał egzamin przed profesorem Janem Barskim i został diakonem i prezbiterem, w rok później otrzymał bakalaureat z teologii, a w kolejnym roku został profesorem na wydziale teologicznym.

Dzięki wsparciu biskupa Piotra Tylickiego Wadowita wyjechał na studia na Uniwersytet w Padwie oraz do Rzymu, gdzie uczył się w Kolegium Jezuitów. Podczas swojego pobytu w Rzymie wygłosił m.in. rekolekcje przed papieżem Klemensem VIII, który – zadowolony i rozbawiony manierami Polaka – miał wykrzyknąć: 

In Vadovio eruditio angelica, vox diabolica, mores rusticani (pol. W Wadowicie erudycja anielska, głos diabelski, obyczajność wiejska)

W jezuickim kolegium uzyskał tytuł doktora świętej teologii w 1606 roku. Powrócił do kraju, w którym trwał ostry konflikt między Akademią Krakowską a jezuitami o kontrolę nad systemem edukacji. Mimo swojego wykształcenia, Wadowita wziął stronę swojej pierwszej Almae Matris, reprezentował ją w rozmaitych sporach z jezuitami chcącymi otwierać kolegia w wielu miastach Polski. Ostatecznie konflikt zakończył Sejm w 1633 roku, którego uchwała nakazywała zamknąć szkoły jezuickie w Krakowie.
W 1608 słuchaczem jego dysputy był przyszły król Polski, królewicz Władysław Waza. W latach 1618–1639 Wadowita wielokrotnie wybierany był na dziekana teologii na krakowskiej uczelni. W 1636 został także jej wicekanclerzem.
Na mocy przywileju Zygmunta I Starego z 1535 szlachectwo uzyskiwali „doktorowie Akademii Krakowskiej wydziałów: teologii, praw i medycyny oraz innych zaszczytnych nauk i sztuk”, w ten sposób być może także doktor Marcin z Wadowic został szlachcicem. W 1641 na swym majątku Pławowice uczynił zapis 3000 zł polskich na rzecz fundacji stypendium dla studentów. Nie zapomniał o swoim rodzinnym mieście Wadowicach, uposażając tam „szpital dla ubogich osób obojga płci” oraz szkołę. Jego staropolskie portrety z XVII wieku znajdują się w Collegium Maius i klasztorze OO. Karmelitów na Piasku w Krakowie.
Zmarł powszechnie żałowany 27 stycznia 1641 i został pochowany w kościele św. Floriana w Krakowie. W 2018 powstała jego obszerna monografia autorstwa Tomasza Graffa, Marcin Campius Wadowita (ok. 1567-1641). Duchowny i profesor Uniwersytetu Krakowskiego, Kraków 2018.

## Twórczość
Zachowały się 4 traktaty teologiczne autorstwa Wadowity:
- Quaestio de Incarnatione a Martino Campio Vadovio, Theologo ordinario publice in Alma Academia Cracoviensi, die 11 Decembris ad disputandum proposita... Cracoviae, Anno Domini 1603
- Quaestio de Christi merito a… publice in Alma Academia Cracoviensi, die 1 Aprilis ad disputandum proposita..., Cracoviae, In Officina Jacobi Sibeneycher, Anno Domini 1604
- Quaestio de Divina voluntate et radice continentiae a ... publice in alma Academia Cracoviensi die... Julii ad disputandum proposita..., Cracoviae apud Viduam Jacobi Sibeneycher, Anno Domini 1608.
- Quaestio de hypostasi aeternae felicitatis primoque medio salutis, interno actu fidei a ... publice in alma Academia Cracoviensi ad disputandum proposita. Pro loco inter doctores S. Th. asseguendo. Chronosticon doctorum guando Vadovius ornat (1616).